# 北海道道573号桜野野田生停車場線
北海道道573号桜野野田生停車場線（ほっかいどうどう573ごう さくらののだおいていしゃじょうせん）は、北海道二海郡八雲町内を結ぶ一般道道（北海道道）である。通年通行止め区間がある。

## 概要
起点から桜野ゲートまで未舗装区間が続くが、当該区間は通年通行止めとなっている。

また、地図によってはその先の道が山間部で北海道道1061号旭岱鳥山線と繋がっているように描かれているものがあるが、山間部は廃道と化しており現実の通り抜けは不可能である。

### 路線データ
- 起点：北海道二海郡八雲町桜野
- 終点：北海道二海郡八雲町野田生（JR北海道 函館本線 野田生駅）
- 総延長：20.798 km
- 実延長：20.729 km
- 重用延長：0.069 km
- 未舗装延長：4.252 km

## 歴史
- 1967年（昭和42年）3月31日 - 路線認定[1]。

## 路線状況

### 重複区間
- 国道5号：八雲町野田生

### 通年交通規制（通行止め）
- 八雲町桜野318番地先（起点） - 八雲町桜野255番地先（桜野ゲート、桜野牧場付近）
区間延長：4.9 km

### 道路施設

#### 主な橋梁
- 中二股橋（30 m、中二股川、八雲町桜野）
- 桜野橋（27 m、谷、八雲町桜野）
- 祥瑞橋（54 m、無名沢、八雲町桜野）
- 駒沢橋（14 m、無名川、八雲町桜野）
- 進運橋（38 m、無名沢、八雲町桜野）
- 賀老橋（40 m、ガロウ沢川、八雲町桜野）
- 清流橋（13 m、キタキ沢川、八雲町桜野）
- 松流橋（68 m、松流沢、八雲町桜野）
- 倉地橋（7 m、無名川、八雲町野田生）

## 地理

### 通過する自治体
- 渡島総合振興局
  - 二海郡八雲町

### 交差する道路
八雲町
- 国道5号 - 野田生（重複）

### 沿線にある施設など
八雲町
- 八雲町立野田生小学校 - 野田生457-2
- 八雲町立野田生中学校 - 野田生146-1
- 野田生郵便局 - 野田生251
- JR北海道 函館本線 野田生駅 - 野田生